# آموس باديلي
آموس باديلي (بالإنجليزية: Amos Baddeley)‏ (1887 - 1946) هو لاعب كرة قدم بريطاني (وحمل سابقاً جنسية المملكة المتحدة لبريطانيا العظمى وأيرلندا) في مركز مهاجم داخلي. لعب مع ستوك سيتي ونادي بلاكبول ونادي والسول وAbertillery Town F.C. ‏ وEbbw Vale F.C. ‏.